# Petit Pamir
Le Petit Pamir, nom courant du Pamir Khord ou Pamir Kitshik, est une vallée fertile à l'est du corridor du Wakhan en Afghanistan.
Cette vallée fertile commence à l'amont du Wakhan-Daria (à environ 37° 01′ N, 73° 52′ E) près du lieu-dit Bozai Gumbaz, et au-delà du lac Chaqmaqtin qui est à plus de 4 000 m d'altitude, se poursuit par la vallée de l'Oksu, en tout sur une distance de plus ou moins cent kilomètres (jusqu'à 37° 16′ N, 74° 27′ E environ).